# Cerros de Vera
Cerros de Vera, auch als Cerro de Vera bezeichnet, ist eine Ortschaft in Uruguay. 

## Geographie
Sie befindet sich auf dem Gebiet des Departamento Salto in dessen Sektor 5. Cerros de Vera liegt am westlichen, linksseitigen Ufer des Arroyo de Vera, einem linksseitigen Nebenfluss des Arroyo Aperunguá. Einige Kilometer nordnordöstlich des Ortes ist mit Paso Cementerio die nächste Ansiedlung gelegen. Südöstlich Cerros de Veras befinden sich mehrere topographische Erhebungen, die jeweils den Namen Cerro de Vera tragen, während östlich der Cerro Charrúa und südlich der Cerro Bandera vorzufinden ist.

## Einwohner
Die Einwohnerzahl Cerros de Vera beträgt 160 (Stand: 2011), davon 84 männliche und 76 weibliche.
| Jahr | Einwohner |
| ---- | --------- |
| 1985 | -         |
| 1996 | 75        |
| 2004 | 110       |
| 2011 | 160       |

Quelle: Instituto Nacional de Estadística de Uruguay